# Josh Butler
Pour les articles homonymes, voir Butler.
Joshua James Butler, né le 11 décembre 1984 à Auburn (Californie, États-Unis), est un lanceur droitier de baseball qui a évolué dans les Ligues majeures en 2009 avec les Brewers de Milwaukee.

## Carrière
Après des études secondaires à la San Ramon Valley High School de Danville (Californie), Josh Butler suit des études supérieures à l'Université de San Diego où il porte les couleurs des Toreros de 2004 à 2006.
Josh Butler est un drafté le 6 juin 2006 par les Devil Rays de Tampa Bay au deuxième tour de sélection. Il touche 725 000 dollars de bonus à la signature de son premier contrat professionnel le 16 juin. Encore joueur de Ligues mineures, Butler est échangé aux Brewers de Milwaukee en retour du voltigeur Gabe Gross le 22 avril 2008.
Butler fait ses débuts en Ligue majeure le 21 septembre 2009 avec Milwaukee. Il lance trois parties en relève à la fin de la saison.

## Statistiques
En saison régulière
| Statistiques de lanceur |           |   |    |    |     |   |   |    |     |    |      |
| Saison                  | Équipe    | G | GS | CG | SHO | V | D | SV | IP  | SO | ERA  |
| 2009                    | Milwaukee | 3 | 0  | 0  | 0   | 0 | 0 | 0  | 4.0 | 3  | 9,00 |
| Totaux MLB              |           | 3 | 0  | 0  | 0   | 0 | 0 | 0  | 4.0 | 3  | 9,00 |

Note: G = Matches joués ; GS = Matches comme lanceur partant ; CG = Matches complets ; SHO = Blanchissages ; 
V = Victoires ; D = Défaites ; SV = Sauvetages ; IP = Manches lancées ; SO = retraits sur des prises ; ERA = Moyenne de points mérités.